# オーテス・ケーリ
オーテス・ケーリ（Otis Cary、1921年10月20日 - 2006年4月14日）は、アメリカ合衆国の情報将校、教育者である。同志社大学名誉教授。オーティス・ケーリ、オティス・ケーリなどの表記もある。

## 経歴
1921年、北海道小樽市富岡町に生まれる。父は宣教師、同志社理事のフランク・ケーリ（1888年 – 1973年）、祖父は宣教師で同志社神学校教授、理事のオーテス・ケーリ(1851年 - 1932年）。
14歳でアメリカに帰国、アマースト大学に学び、1941年にアメリカ海軍日本語学校に入学。ドナルド・キーンは同級生。
1943年2月、海軍少尉となり真珠湾の陸海軍情報局に配属され、アリューシャン列島の作戦及びサイパン島の占領に参加。海軍大尉となり、ハワイの日本人捕虜収容所長となる。参加者を厳選した特別な捕虜作業班「新聞グループ」を作り、新聞形式の宣伝ビラ「マリヤナ時報」の編集にあたった。
1944年12月、イエール大学医学部出身の医師、アリス・シェパートと米国で結婚。2男2女を儲ける。
1945年9月に来日、捕虜たちの生存を伝えるため、捕虜からの手紙を持って留守宅を回る。捕虜であった横田正平の義兄である精神科医式場隆三郎の仲介により、6回にわたり高松宮宣仁親王と会談。皇室改革について提言を行う。
米国に帰国してアマースト大学で学位を取得したあと、1947年、同志社大学に派遣され、米国文化史などを講義した。1979年まで同志社大学の学生寮アーモスト館館長を務める。
1987年、勲三等瑞宝章を受章。1989年、京都市文化功労者。
1992年、同志社大学を定年退職し、名誉教授となる。
1996年、心身の不調から米国で療養生活を送ることを決断し、帰国。
2006年4月14日、死去。

## 家族
- 祖父はオティス・ケーリ参照。
- 父のフランク・ケーリ（Frank Cary, 1888-1973）は祖父の三男。アマースト大学を1911年に卒業後、オベリン神学校（現・オーバリン大学）で神学を修め、アメリカン・ボード宣教師として来日、小樽を中心に北海道で宣教に従事。戦争により日米関係が険悪になったため、フィリピンのダバオで在住日本人に宣教、戦中は日本軍の捕虜となり、戦後再来日し、尼崎教会を助けるなど若い宣教師たちを指導、同志社の理事も務めた[4]。
- 長女のベス・ケーリ（Beth Cary）は翻訳家で、宮崎駿の米国での通訳や著作の翻訳などを手がけている。
- 次女のアン・ケーリ（Ann Cary）は翻訳家、神戸女子大学文学部教授。

## ケーリ文庫
祖父のオーティス、父フランクともに日本関連書の熱心な収集家であり、そのコレクションが1974年にオーテスにより同志社大学に寄贈された。主として外国人の日本研究とキリスト教伝道史に関する欧文文献で、その数は約1,100にのぼる。

## 著書
- 「日本の若い者」（日比谷出版社、1950）
  - 「真珠湾収容所の捕虜たち：情報将校の見た日本軍と敗戦日本」（ちくま学芸文庫、2013／角川新書、2025、解説・佐藤卓己）
- 「日本開眼」（法政大学出版局、1952）
- 「ジープ奥の細道」（法政大学出版局、1953）
- 「アダムズ家の人々 : アメリカ政治・文化の歴史」（創元社、1964）編著
- 「日本との対話 : 私の比較文化論」（講談社、1968）
- 「爆撃を免れた京都 : 歴史への証言」（同志社アーモスト館、1975）
- 「よこ糸のない日本 : 天皇と日本人とデモクラシー」（サイマル出版会、1976）

### 翻訳
- 「アジアの荒地から : アメリカ学徒兵の手記」（要書房、1952）編訳
- ラインホルド・ニーバー「アメリカ史の皮肉」（社会思想研究会出版部、1954）
- ラインホルド・ニーバー「自我と歴史の対話」（未来社、1964）
- 「天皇の孤島 : 日本進駐記」（サイマル出版会、1977）編訳